# Heinrich Basilius Streithofen
Basilius Streithofen OP (* 20. Dezember 1925 in Hüls (heute Stadtteil von Krefeld) als Heinrich Streithofen; † 5. Dezember 2006 in Bonn) war ein deutscher Dominikaner und Publizist.

## Ausbildung, Studium, frühes politisch-publizistisches Engagement
Nach Abschluss einer Lehre als Textilkaufmann meldete sich Heinrich Streithofen mit 17 Jahren ab 1942 zunächst freiwillig zur Waffen-SS, diente aber aufgrund der Intervention seiner Mutter dann bei den Fallschirmjägern der Wehrmacht.
Als der Zweite Weltkrieg vorbei war, holte er das Abitur nach und trat 1950 in den Dominikanerorden (Ordo Praedicatorum, OP), Provinz Teutonia, ein, wo er den Ordensnamen Basilius erhielt. An der Albertus-Magnus-Akademie des Dominikanerklosters St. Albert in Walberberg bei Bonn studierte er Philosophie und Theologie. 1956 wurde er in der dortigen Kirche zum Priester geweiht. Zu dieser Zeit assistierte er dem Gründungsvorsitzenden des Instituts für Gesellschaftswissenschaften Walberberg e. V. und Leiter der Hochschule, Eberhard Welty. 1958 wurde Streithofen in den Konvent nach Düsseldorf versetzt, wo er seelsorglich wirkte, vor allem als Prediger und Beichtvater. Daneben war er journalistisch tätig und gründete zusammen mit anderen die rheinische Gruppe der Gesellschaft Katholischer Publizisten Deutschlands. Politisch engagierte er sich in der CDU im Rheinland. 1962 nahm er an der Universität Freiburg (Schweiz) ein Studium der Sozialphilosophie und der Volkswirtschaftslehre auf, wo er bei Arthur F. Utz mit einer Arbeit über „Wertmaßstäbe der Gewerkschaftspolitik“ (1967) zum Dr. phil. promoviert wurde.

## Sozialethische Praxis und Publizistik, politische Ratgebertätigkeit
1967 kehrte Streithofen nach Walberberg zurück. Nach dem Tod Weltys (1965) hatte Utz die Leitung des Instituts für Gesellschaftswissenschaften Walberberg e. V. übernommen und Gesprächskreise mit Politikern und Unternehmern unterhalten. Als ordentlicher Professor der Universität Freiburg (Schweiz), Gutachter und Berater vielfach verpflichtet, ernannte er Streithofen zum Geschäftsführer des Instituts, der sich „als treibende Kraft der Institutsarbeit namentlich in parteipolitischer Hinsicht entwickelte und 1993 den Vorsitz des Instituts – nicht ohne Streit mit Utz – übernahm“. Wie schon in Düsseldorf und Freiburg im Üechtland wirkte er auch von Walberberg aus journalistisch und publizistisch. Sein Organisationstalent, das sich etwa bei der Vorbereitung und Durchführung von Kongressen und Diskussionsforen (z. B. „Buß- und Bettags-Gespräche“) zeigte, wie auch sein rheinisch-humorvolles Auftreten und intensives Netzwerken, zumal in Politiker-, Unternehmer-, aber auch (christlichen) Gewerkschaftskreisen, ließ ihn vor allem als praktischen Vertreter der Katholischen Soziallehre hervortreten.  Mit dem Begriff der sozialen Gerechtigkeit konnte er jedoch nicht viel anfangen. So lehnte er das im Grundgesetz garantierte Streikrecht als Erpressungsmittel gegenüber der Gesamtgesellschaft ab.
Durch seine Freundschaft zu dem früheren Bundesgeschäftsführer der CDU und Bundestagsabgeordneten Bruno Heck nahm Streithofen Einfluss auf die Programmatik der CDU. 1967 war er Mitglied einer Unterkommission der Programmkommission zur Erstellung des „Berliner Programmes“ der Partei und beteiligte sich auch noch in den Folgejahren  als Stichwortgeber an deren Programmdebatten.
1983 übernahm er für neun Jahre die Redaktionsleitung der 1946 von Laurentius Siemer und Eberhard Welty gegründeten sozialethischen Zweimonatsschrift Die Neue Ordnung.
Der 1984 erfolgte Umzug des Instituts für Gesellschaftswissenschaften vom Dominikanerkloster in die Hauptstadt Bonn verschaffte ihm zusätzliche Möglichkeiten, im Umfeld des Parlaments- und Ministerialbetriebs als Ratgeber, Vortragsredner und Seelsorger zu wirken. Dazu dienten auch die „Donnerstagskreise“ am Institut, bei denen namhafte Vertreter verschiedener politischen Parteien und wirtschaftlichen Interessenverbände als Referenten (u. a. Ignatz Bubis, Gerhart Rudolf Baum, Angela Merkel, Erika Steinbach, Fritz Pleitgen, Ayyub Axel Köhler, Günter Schabowski, Guido Westerwelle, Kurt Beck, Reiner Haseloff, Avi Primor) auftraten. „Beichtvater“ oder auch nur engerer Berater der Kanzler Konrad Adenauer und Helmut Kohl war Streithofen entgegen anderslautenden Medienspekulationen jedoch nie.
Im November 1992 erklärte Streithofen in einem öffentlichen Vortrag unter dem Titel Gesellschaft – Kapital – Moral in Meppen: „Die Juden und Polen sind die größten Ausbeuter des deutschen Steuerzahlers.“ Obwohl die Staatsanwaltschaft Osnabrück ein Ermittlungsverfahren gegen ihn wegen Volksverhetzung einleitete, wiederholte er bezüglich „der Juden“ diese Aussage wörtlich auf einer Veranstaltung des CDU-Kreisverbandes Ransbach-Baumbach im März 1993 unter Applaus der Hälfte der 130 Gäste. Streithofen musste deshalb eine Geldbuße von 4000 DM an eine karitative Organisation zahlen. Wolfgang Benz stellte in seinem Buch Was ist Antisemitismus? den Vorgang als Beispiel für die Brückenfunktion der Judenfeindschaft zwischen der Mitte der Gesellschaft und dem Rechtsextremismus dar. Unter Bezugnahme unter anderem auf diesen Vorfall beantragte die PDS-Fraktion im Bundestag, die im Bundeshaushalt eingestellten Mittel zu Bekämpfung des Antisemitismus von 800.000 DM auf 2.800.000 DM zu erhöhen. Ignatz Bubis zeigte sich in dem Zusammenhang hingegen schon damit zufrieden, dass „zur Zeit nicht behauptet wird, […] daß die Juden an der Pest Schuld seien“.
1992 gab der (bis zu einem 2002 erlittenen Herzinfarkt) leidenschaftliche Zigarrenraucher die Chefredaktion der Neuen Ordnung an Wolfgang Ockenfels ab, blieb aber bis zu seinem Tod Vorsitzender des Instituts für Gesellschaftswissenschaften. In vielen gesellschaftspolitischen Auseinandersetzungen erhob er seine Stimme und hielt der Wohlstandsgesellschaft der Bundesrepublik und der in seinen Augen „im Schlaf“ befindlichen Römisch-katholischen Kirche in Deutschland immer wieder den Spiegel vor. Auf die Frage, was er mache, wenn er „einmal nicht stänkere“, entgegnete er 2005 in einem Interview: „Espresso trinken, Bücher schreiben, für die Menschheit beten und mir in meiner Hauskapelle die Predigt halten.“
Gerhard Schröder und Joschka Fischer bezeichnete er im gleichen Interview als  „reine Machtmenschen“ und  „verkrampfte Laienschauspieler“ ohne Verfassungsverständnis. Der Politik fehle in Berlin „die rheinische Leichtigkeit. Das heidnische Klima dort tut ihr nicht gut“. Es herrsche „Geschwätzigkeit, Disziplinlosigkeit, Wichtigtuerei und Feigheit“.

## Schriften (Auswahl)

### Sachbücher
- Die Divisionen des Papstes. Vom Wertewandel in den Klöstern. Langen Müller (F. A. Herbig), München 1998, ISBN 978-3-7844-2189-6
- Das Kruzifixurteil. Deutschland vor einem Kulturkampf. Ullstein, 1995, ISBN 978-3-548-36646-3
- Ist die CDU noch zu retten? Bilanz und Perspektive einer Volkspartei. Herbig, München 1999, ISBN 978-3-7766-1792-4
- SPD und katholische Kirche. Walberger Gespräche 6; Busse-Seewald, 1985, ISBN 978-3-512-00361-5
- Macht und Moral. Die Grundwerte in der Politik. Kohlhammer W., 1979, ISBN 978-3-17-005319-9
- Macht, Moneten und Moral. MM Verlag, Aachen 2005, ISBN 978-3-928272-67-4
- Frieden im Lande. Vom Recht auf Widerstand. Bastei Lübbe, Bergisch Gladbach 1983, ISBN 3-404-60099-1